# Jaya Bachchan
Jaya Bacchan (även Jaya Bhaduri), född 9 april 1948 i Jabalpur i Madhya Pradesh, är en indisk skådespelerska.
Bacchan är gift med skådespelaren Amitabh Bachchan. De har två barn ihop, en dotter och en son, och är bosatta i Bombay. Sonen, Abhishek Bachchan, är också skådespelare.